# بنیاد بین‌المللی کیفر و مجازات
بنیاد بین‌المللی کیفر و مجازات (IPPF) (فرانسوی: Fondation internationale pénale et pénitentiaire‎) یک سازمان بین‌المللی با وضعیت شبه دولتی است. این بنیاد برنامه مطالعاتی در زمینه پیشگیری از جرم و برخورد با مجرمین، با محوریت تحقیقات، انتشارات و تدریس را ترویج می‌کند. این تصویب در مجمع عمومی سازمان ملل متحد بوده و دارای جایگاه مشورتی در سازمان ملل و شورای اروپا است.

## تاریخچه
می‌تواند منشأ بنیاد بین‌المللی کیفر و مجازات را تا سال ۱۸۷۲ ردیابی کرد، هنگامی که کمیسیون بین‌المللی زندان (طبق گفته برخی منابع، کمیسیون بین‌المللی مجازات) برای ارائه توصیه‌هایی برای اصلاح زندان تنظیم شد. این کمیسیون بعداً به کمیسیون بین‌المللی کیفر و مجازات (IPPC) تبدیل شد و قدیمی‌ترین آژانس بین دولتی در زمینه تصحیح محسوب می‌شود. IPPC وابسته به سازمان ملل بود و هر پنج سال یکبار کنفرانس‌هایی در مورد کنترل جرم برگزار می‌کرد.
این بنیاد اولین مجموعه از حداقل قوانین برای معالجه بازداشت شدگان (حداقل قوانین استاندارد برای معالجه زندانیان) را ایجاد کرد، که در سال ۱۹۳۴ توسط سازمان ملل به تصویب رسید و در ۱۹۵۵ در اولین کنگره سازمان ملل در مورد پیشگیری از جرم و برخورد با مجرمان آن تصویب شد
پس از جنگ جهانی دوم، IPPC منحل شد و نقش آن به سازمان ملل منتقل شد. بنیاد بین‌المللی کیفر و مجازات به شکل فعلی در سال ۱۹۵۰ به عنوان بنیادی مستقر در سوئیس تأسیس شد و به تصویب مجمع عمومی سازمان ملل رسیده‌است.

## نقش فعلی
نیاد بین‌المللی کیفر و مجازات مطالعات مربوط به جلوگیری از جرم و برخورد با مجرمین را از طریق تحقیق، نشریات، تدریس و جلسات بین‌المللی ترویج می‌کند. اعضای آن متخصص در امور کیفری و مجازات از سراسر جهان مانند قاضی، مقامات سیستم زندان و دانشگاهیان هستند؛ و در کمیسیون پیشگیری از جرم و عدالت کیفری، شورای اقتصادی و اجتماعی سازمان ملل و شورای اروپا جایگاه مشورتی دارد. این برنامه توصیه‌ها و توصیه‌هایی را در مورد حفظ حقوق بشر و بهبود درمان تحت سیستم جزایی ارائه می‌دهد. از اولویت‌های فعلی آن، تجدید نظر در حداقل قوانین در مورد رفتار با زندانیان در آمریکای لاتین و کارائیب، و سیاست‌های زندان و حقوق زندانیان است.

## اعضا
کشورهای زیر عضو اصلی نیاد بین‌المللی کیفر و مجازات بودند و به همین ترتیب حق نمایندگی در کمیته اول را دارند:
| آرژانتین      | اتریش    | بلژیک  | شیلی       | دانمارک                                   |
| مصر           | فنلاند   | فرانسه | آلمان      | مجارستان                                  |
| جمهوری ایرلند | ایتالیا  | ژاپن   | لوکزامبورگ | نروژ                                      |
| هلند          | نیوزیلند | لهستان | پرتغال     | آفریقای جنوبی                             |
| اسپانیا       | سوئد     | سوئیس  | بریتانیا   | ایالات متحده آمریکا · ایالات متحده آمریکا |